# Dæmon

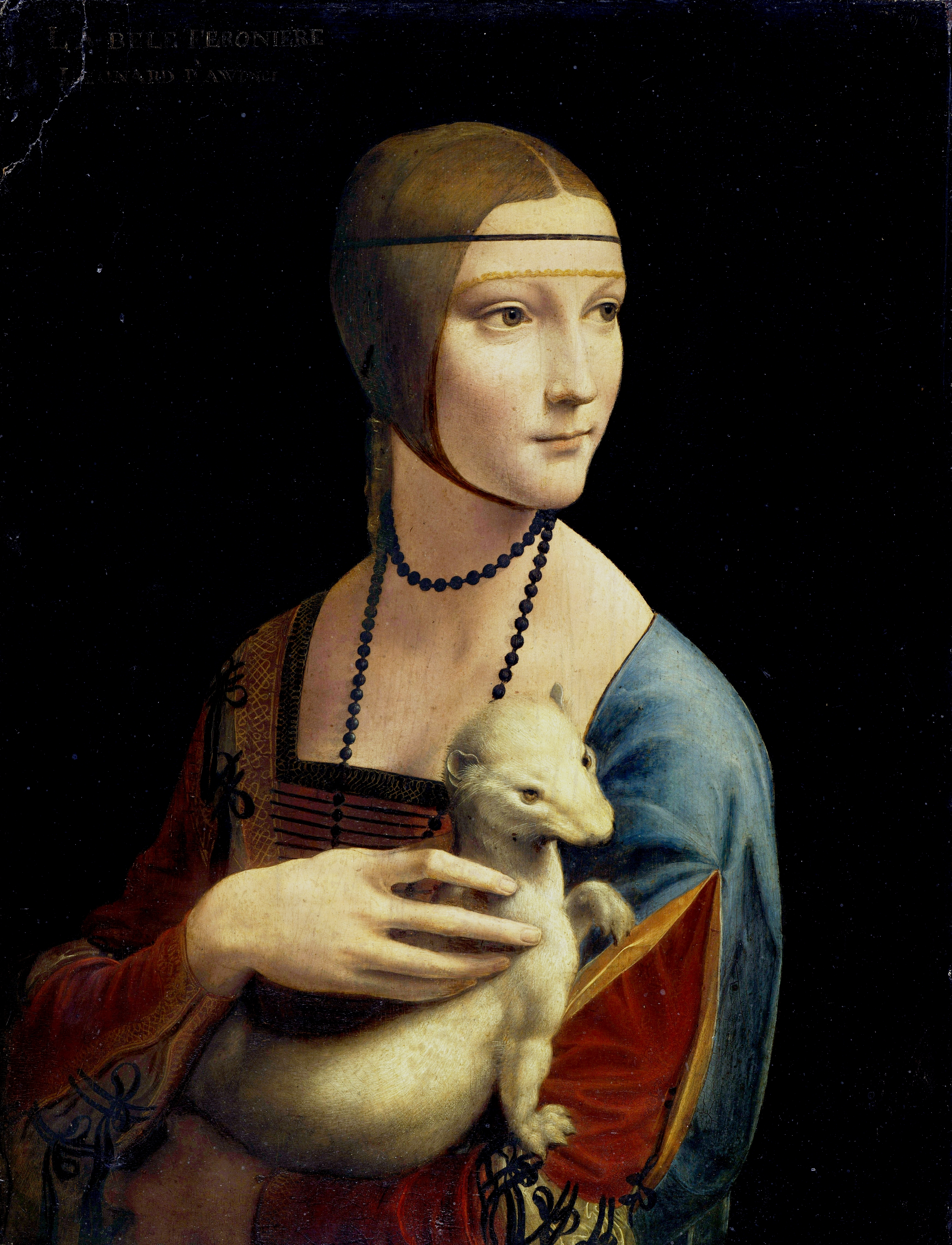
Leonardo da Vinci's "De dame met de hermelijn" (1489-1490) inspireerde samen met twee portretten door Giovanni Battista Tiepolo en Hans Holbein de Jongere, Pullman voor zijn "dæmon"

Dæmons zijn wezens met dierlijke lichamen uit de trilogie Het gouden kompas. Een dæmon is altijd verbonden met een persoon en is de manifestatie van zijn ziel. Ze zijn tot op zekere hoogte antropomorf: ze hebben menselijke intelligentie en kunnen spreken.
In de kinderjaren van een persoon kan de dæmon van uiterlijk veranderen. Maar als de persoon volwassen wordt, neemt de dæmon een vaste gedaante aan en verandert daarna nooit meer.
Een dæmon voelt dezelfde pijn als zijn persoon en andersom ook. Zodra een dæmon sterft, sterft de persoon aan wie hij verbonden is ook. Als de persoon sterft, lost de dæmon op.